# Очеленко, Владимир Николаевич
Владимир Николаевич Очеленко (10 декабря 1922, Череповец — 27 марта 1944, Николаев) — Герой Советского Союза, участник «десанта Ольшанского», командир отделения автоматчиков 384-го отдельного батальона морской пехоты Одесской военно-морской базы Черноморского флота, младший сержант.

## Биография
Родился 10 декабря 1922 года в городе Череповце (ныне — Вологодской области) в семье рабочего. Русский. После окончания школы работал на заводе.
В Военно-Морском Флоте 1941 года. Службу проходил в морской пехоте Черноморского флота в городе Батуми. С августа 1942 года участвовал в обороне городов Туапсе и Новороссийска.
В апреле 1943 года Очеленко был назначен командиром отделения автоматчиков в 384-й отдельный батальон морской пехоты Черноморского флота.
Осенью 1943 года участвовал в десантных операциях в города Азовского побережья: Таганрог, Мариуполь и Осипенко (ныне Бердянск). Был дважды ранен. В сентябре 1943 года награждён орденом Отечественной войны 2-й степени за храбрость, отвагу и военную хитрость, проявленные в разведке во время десанта по освобождению Мариуполя в ночь на 8 сентября 1943 года. Уничтожив расчет вражеского миномёта, он открыл из него огонь по противнику. Затем были бои на Кинбурнской косе, освобождение посёлков Херсонской области Александровка, Богоявленское (ныне Октябрьский) и Широкая Балка.

## Подвиг
Во второй половине марта 1944 года войска 28-й армии начали бои по освобождению города Николаева. Чтобы облегчить фронтальный удар наступающих, было решено высадить в порт Николаев десант. Из состава 384-го отдельного батальона морской пехоты выделили группу десантников под командованием старшего лейтенанта Константина Ольшанского. В неё вошли 55 моряков, 2 связиста из штаба армии и 10 сапёров. Проводником пошёл местный рыбак Андреев. Одним из десантников и одновременно вестовым командира десанта был младший сержант Очеленко.
Двое суток отряд вёл кровопролитные бои, отбил 18 ожесточённых атак противника, уничтожив при этом до 700 солдат и офицеров врага. Во время последней атаки фашисты применили танки-огнемёты и отравляющие вещества. Но ничто не смогло сломить сопротивление десантников, принудить их сложить оружие. Они с честью выполнили боевую задачу.
28 марта 1944 года советские войска освободили Николаев. Когда наступающие ворвались в порт, им предстала картина происшедшего здесь побоища: разрушенные снарядами обгорелые здания, более 700 трупов фашистских солдат и офицеров валялись кругом, смрадно чадило пожарище. Из развалин конторы порта вышло 6 уцелевших, едва державшихся на ногах десантников, ещё 2-х отправили в госпиталь. В развалинах конторы нашли ещё четверых живых десантников, которые скончались от ран в этот же день. Пали все офицеры, старшины, сержанты и многие краснофлотцы. Погиб и младший сержант В. Н. Очеленко.

## Память
Похоронен в братской могиле в городе Николаев в сквере 68-ми десантников.
Весть об их подвиге разнеслась по всей армии, по всей стране. Верховный Главнокомандующий приказал всех участников десанта представить к званию Героя Советского Союза.
Указом Президиума Верховного Совета СССР от 20 апреля 1945 года за образцовое выполнение боевых заданий командования на фронте борьбы с немецкими захватчиками и проявленные при этом отвагу и геройство младшему сержанту Очеленко Владимиру Николаевичу было присвоено звание Героя Советского Союза (посмертно).
Награждён орденом Ленина, двумя орденами Отечественной войны и 2-й степени.
Их именем названа улица города Николаева, открыт Народный музей боевой славы моряков-десантников. В Николаеве в сквере имени 68-ми десантников установлен памятник. В посёлке Октябрьском на берегу Бугского лимана, откуда уходили на задание десантники, установлена мемориальная гранитная глыба с памятной надписью.